# Opuntiaspis carinata
Opuntiaspis carinata är en insektsart som först beskrevs av Cockerell 1896.  Opuntiaspis carinata ingår i släktet Opuntiaspis och familjen pansarsköldlöss. Inga underarter finns listade i Catalogue of Life.